# Montes Haemus

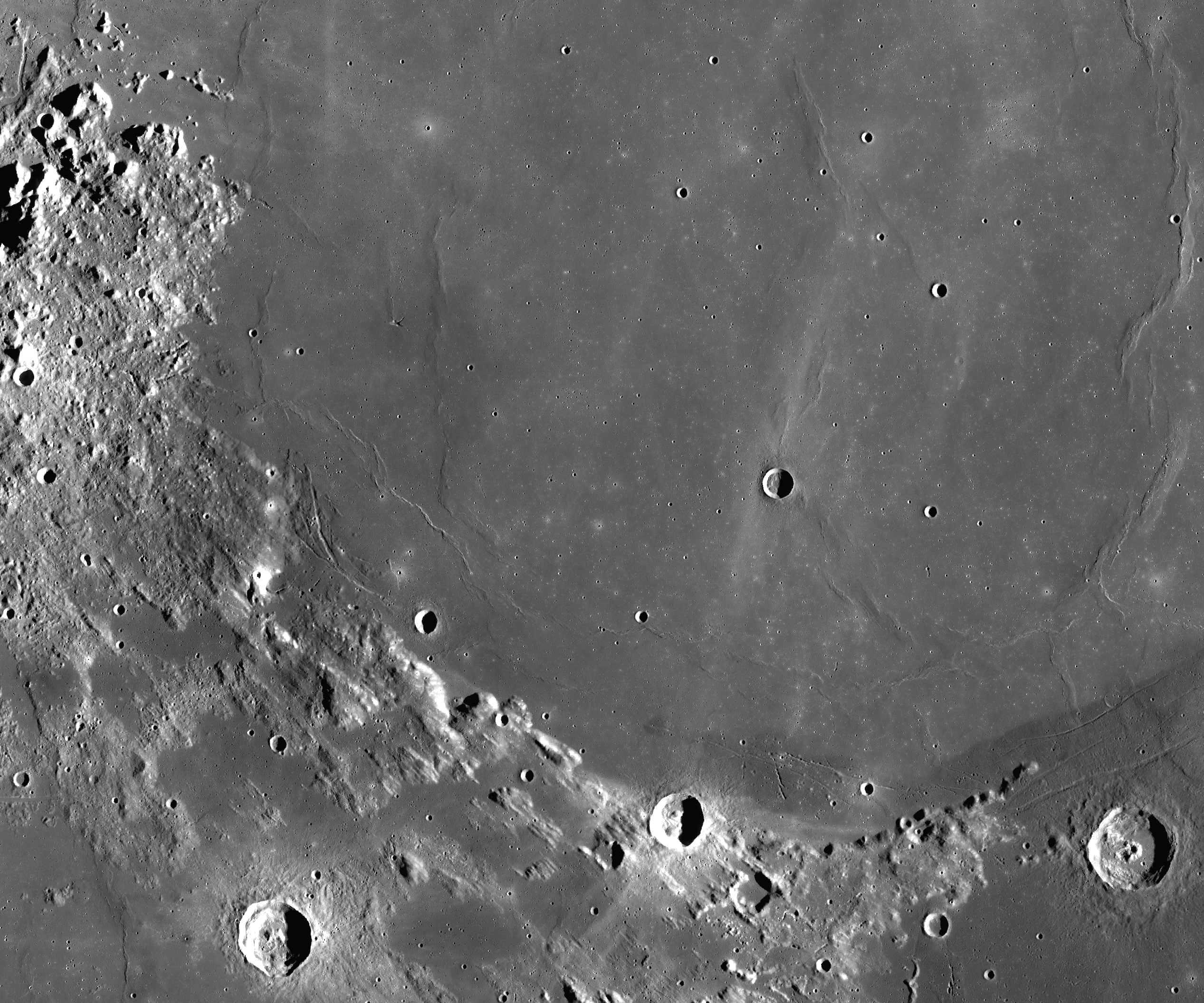
Montes Haemus

Les Montes Haemus (vers 17°N 13°E) sont une chaîne de montagnes lunaires nommée d'après le sommet balkanique du Mont Hémus par Johannes Hevelius. Elle s'étire sur près de 400 kilomètres sur les bordures sud-ouest et sud de la Mer de la Sérénité. 